# Paris 2030
 (avril 2015).
Paris 2030 est un programme de recherche créé en 2004 par la Ville de Paris. Il se concrétisera par un colloque scientifique le 18 novembre 2011 à l'Hôtel de Ville de Paris. 

## Description
Il finance chaque année une sélection de projets de deux ans portant sur la Métropole parisienne et son devenir à l'horizon 2030. Le programme s’adresse aux chercheurs dont les travaux contribuent à faire progresser les connaissances sur Paris et aident à esquisser la métropole du futur, le Paris de demain.
La Ville souhaite en effet tirer parti des capacités d'analyse des chercheurs pour questionner, comparer et éclairer la diversité sociale de la capitale, sa composition urbaine, sa dynamique économique, touristique, politique, culturelle, sa biodiversité, son histoire, ses héritages et ses transformations.
À ce jour, ce programme a permis de financer plus de 60 projets de recherche. Ceux-ci couvrent des champs disciplinaires variés, et permettent d'imaginer, à travers le regard des chercheurs, les évolutions métropolitaines à venir. 

## Thèmes de recherche lauréats 2010
- L'architecture et la forme urbaine. Sentiers urbains, connexions et HUB pour la marche de Paris
- Développement accepté de la ressource énergétique locale
- Dynamique des réseaux multiniveaux dans les clusters parisiens des biotechnologies
- 30 ans en 2030  Quelle place pour les enfants dans la ville de demain ? Perspectives comparées (Paris et San Francisco)
- Le dimanche à Paris en 2030 ? Enquête sur les rythmes urbains
- Vivre à paris en 2030 avec Alzheimer
- Mesurer Paris
- Résilience de Paris au risque inondation
- Les espaces privés : des éléments clés de la gestion de la biodiversité à Paris ?